# Třinec-Konská (Trzyniec-Końska)
Třinec-Konská (Trzyniec-Końska) – przystanek kolejowy w Trzyńcu w kraju morawsko-śląskim, w Czechach.  Znajduje się na wysokości 289 m n.p.m.

## Historia
Przystanek kolejowy został otwarty w 1871 roku gdy doprowadzono do miejscowości kolej Koszycko-Bogumińską. Zbudowano go w pobliżu pałacu baronów Beess von Chrostin właścicieli Końskiej, którzy zadecydowali o lokalizacji. Przystanek posiadał budynek stacyjny, wiatę przystankową z ogrzewaną częścią zimową oraz przejście nadziemne wybudowane podczas elektryfikacji linii. Podczas modernizacji w 2010 roku zlikwidowano kładkę, wybudowano dwa nowe perony z wiatami i przejście podziemne wyposażone w windy dla osób poruszających się na wózkach inwalidzkich. Na początku 2015 roku budynek dworca łącznie z kasami biletowymi i poczekalnią został wyburzony. Przystanek posiada dwujęzyczną nazwę, gdyż ponad 10% mieszkańców gminy to przedstawiciele mniejszości polskiej.